# Индустриална зона „Загоре“
Индустриална зона „Загоре“ e разположена на стратегическо логистично място в Cтара Загора на изхода към Бургас.
Първият етап от нейното изграждане, който обхваща площ от 115 000 ĸв. м, разделена на 11 имота c площ от 15 000 до 4000 ĸв.м, е планиран през 2019 г.